# João Arménio Correia Martins
João Arménio Correia Martins (Olhão, Olhão, 11 de Novembro de 1951). Fez o ensino secundário no Liceu Nacional de Faro, que completou em 1969. De seguida instalou-se em Lisboa onde foi estudante da licenciatura em Engenharia Civil no Instituto Superior Técnico (IST) da Universidade Técnica de Lisboa até 1976. Foi assistente no IST até 1981. Posteriormente, foi admitido no Department of Aerospace Engineering and Engineering Mechanics do College of Engineering da The University of Texas em Austin, EUA. Aí defendeu em 1983 a tese de mestrado A Numerical Analysis of a Class of Problems in Elastodynamics with Friction Effects e em 1986 a tese de doutoramento Dynamic Frictional Contact Problems Involving Metallic Bodies, ambas orientadas pelo Prof. John Tinsley Oden. Regressou a Portugal em 1986 tornando-se professor auxiliar do IST. Em 1989 tornou-se professor associado e em 1996 obteve a agregação pela Universidade Técnica de Lisboa. Em 2005 tornou-se professor catedrático no Departamento de Engenharia Civil e Arquitectura do IST.
As suas áreas de investigação incluem mecânica do contacto entre sólidos, dinâmica não linear, fenómenos de instabilidade, métodos matemáticos e técnicas numéricas para a resolução de problemas de mecânica dos sólidos, leis constitutivas não lineares em mecânica dos sólidos e em biomecânica. 
Fez o doutoramento sobre modelos e métodos computacionais para o estudo do comportamento dinâmico de corpos metálicos sujeitos a contactos com atrito seco. A sua tese contém (i) um estudo detalhado de leis constitutivas de interface do ponto de vista fenomenológico (ii) uma lei constitutiva incorporando a deformabilidade normal da interface e a lei de atrito de Coulomb, (iii) formulações de problemas de contacto dinâmico e de deslizamento estacionário incluindo demonstrações de existência e unicidade de solução, (iv) técnicas numéricas e algoritmos para o estudo dos problemas dinâmico e de deslizamento estacionário, (v) resultados numéricos de elementos finitos e estudos paramétricos sobre a estabilidade do deslizamento estacionário e sobre oscilações geradas pelo atrito.
O Prof. João Martins era membro da Assembleia Geral da IUTAM e desempenhou as funções de Vice-Presidente da Associação Portuguesa de Mecânica Teórica, Aplicada e Computacional (APMTAC) em 2006 e 2007. Foi também presidente do instituto de investigação ICIST do IST nos anos 2003, 2004, 2007 e 2008.
João Martins faleceu inesperadamente na sua casa de Lisboa no dia 5 de Agosto de 2008. 
Os seus colegas e antigos orientandos de doutoramento recordam a sua habilidade em explicar ideias de uma forma lúcida com modelos simples.
O Instituto Superior Técnico criou o Prémio Professor João Arménio Correia Martins  em 2008 com o objectivo de incentivar os alunos do Mestrado Integrado em Engenharia Civil do Instituto Superior Técnico a obterem uma sólida formação científica e técnica na área da Mecânica Estrutural e Estruturas, em particular no domínio da Mecânica computacional. Em 2009, a Associação Portuguesa de Mecânica Teórica, Aplicada e Computacional criou o Prémio Jovem Investigador Professor João Martins. Também em 2009, a Sociedade Portuguesa de Biomecânica criou o Prémio Professor João Martins para reconhecer o trabalho de jovens investigadores no campo da biomecânica.

## Lista de Publicações
Teses:
- “A numerical analysis of a class of problems in elastodynamics with friction effects”, M. Sc. Thesis, The University of Texas at Austin, 1983.
- “Dynamic frictional contact problems involving metallic bodies”, Ph.D. Dissertation, The University of Texas at Austin, 1986.

Revistas Internacionais:
- “Transient analysis of plates by mixed elements” (com C.A. Mota Soares, J. M. M. Godinho), Wissenschaftliche Zeitschrift der Hochshule für Architektur und Bauwesen Weimar, 28, pp. 169–172, 1982.
- “A numerical analysis of a class of problems in elastodynamics with friction effects” (com J. T. Oden), Comp. Meth. Appl. Mech. Eng., 40, pp. 327–360, 1984.
- “Models and computational methods for dynamic friction phenomena” (com J. T. Oden), Comp. Meth. Appl. Mech. Eng., 52, pp. 527 – 634, 1985.
- “Existence and local uniqueness of solutions to contact problems in elasticity with nonlinear friction laws” (com P. Rabier, J. T. Oden, L. T. Campos), Int. J. Engng. Sci., 24, pp. 1755 – 1768, 1986.
- “Existence and uniqueness results for dynamic contact problems with nonlinear normal and friction interface laws” (com J. T. Oden), Nonlinear Analysis, Theory, Methods and Applications, 11, pp. 407 – 428, 1987, com errata em vol. 12, p. 747, 1988.
- “A study of static and kinetic friction” (com J. T. Oden, F. M. F. Simões), Int. J. Engng. Sci., 28, pp. 29 – 92, 1990.
- “On an example of non-existence of solution to a quasi-static frictional contact problem” (com M.D.P. Monteiro Marques, F. Gastaldi), European Journal of Mechanics, A/Solids, 13, pp. 113–133, 1994.
- “Dynamic surface solutions in linear elasticity and viscoelasticity with frictional boundary conditions” (com L. O. Faria, J. Guimarães), ASME J. Vibration and Acoustics, 117, pp. 445–451, 1995.
- “A two degree-of-freedom quasistatic contact problem with viscous damping” (com F. Gastaldi, M.D.P. Monteiro Marques), Advances in Mathematical Sciences and Applications, 5, pp. 421–455, 1995.
- “Surface boundary conditions trigger flutter instability in non-associative elastic-plastic solids” (com B. Loret, F. M. F. Simões), Int. J. Solids Structures, 32, pp. 2155–2190, 1995.
- “Dissipative graph solutions for a 2 degree-of-freedom quasistatic frictional contact problem” (com F. M. F. Simões, F. Gastaldi, M.D.P. Monteiro Marques), Int. J. Engng. Sci., 33, pp. 1959–1986, 1995.
- “Oscillations of bridge stay-cables induced by periodic motions of the deck and/or the towers” (com A. Pinto da Costa, F. Branco, J. L. Lilien), ASCE Journal of Engineering Mechanics, 122, pp. 613–622, 1996.
- “A finite element analysis of non-prescribed crack propagation in concrete” (com J. Alfaiate, E.B. Pires), Computers & Structures, 63, pp. 17–26, 1997.
- “Growth and decay of acceleration waves in non-associative elastic-plastic fluid-saturated porous media” (com B. Loret, F. M. F. Simões), Int. J. Solids Structures, 34, pp. 1583–1608, 1997.
- “Instability and ill-posedness in some friction problems” (com F. M. F. Simões), Int. J. Engng. Sci., 36, pp. 1265–1293, 1998.
- “Mathematical analysis of a two degree-of-freedom frictional contact problem with discontinuous solutions” (com F. Gastaldi, M.D.P. Monteiro Marques), Mathl. Comput. Modelling, 28, pp. 247–261, 1998.
- “A numerical model for the passive and active behavior of skeletal muscles” (com E.B. Pires, L. R. Salvado, P.B. Dinis), Comp. Methods Appl. Mechs. Engrg., 151, pp. 419–433, 1998.
- “Surface instabilities in a Mooney-Rivlin body with frictional boundary conditions” (com T. Desoyer),  International Journal of Adhesion and Adhesives, 18, pp. 413–419, 1998.
- “Instabilities in elastic-plastic fluid-saturated porous media: harmonic wave versus acceleration wave analyses” (com F. M. F. Simões, B. Loret), Int. J. Solids Structures, 36, pp. 1277–1295, 1999.
- “Dynamic stability of finite dimensional linearly elastic systems with unilateral contact and Coulomb friction” (com S. Barbarin, M. Raous, A. Pinto da Costa), Comp. Methods Appl. Mechs. Engrg., 177, pp. 289–328, 1999.
- “Preface” (com Anders Klarbring), Comp. Methods Appl. Mechs. Engrg., special issue on Computational Modeling of Contact and Friction, 177, pp. 163–165, 1999.
- “Friction and instability of steady sliding: squeal of a rubber / glass contact” (com D. Vola, M. Raous), Int. J. Num. Meth. Engng., pp. 1699–1720, 1999.
- “Stability of finite-dimensional nonlinear elastic systems with unilateral contact and friction” (com A. Pinto da Costa), Int. J. Solids Structures, 37, pp. 2519–2564, 2000.
- “The evolution and rate problems and the computation of all possible evolutions in quasi-static frictional contact” (com A. Pinto da Costa), Comput. Methods Appl. Mech. Engrg., 192, pp. 2791–2821, 2003.
- “A numerical study on multiple rate solutions and onset of directional instability in quasi-static frictional contact problems” (com A. Pinto da Costa), Computers & Structures, 82, pp. 1485–1494, 2004
- “The directional instability problem in systems with frictional contacts” (com A. Pinto da Costa, I. N. Figueiredo, J.J. Júdice), Comput. Methods Appl. Mech. Engrg., 193, pp. 357–384, 2004.
- “Dynamics with friction and persistent contact” (com M.D.P. Monteiro Marques, A. Petrov), Z. Angew. Math. Mech., 85, pp. 531–538, 2005.
- “Flutter Instability in a Non-associative Elastic-plastic Layer: analytical versus finite element results” (com F. M. F. Simões), Int. J. Engng. Sci., 43, pp. 189–208, 2005.
- “A shell finite element model of the pelvic floor muscles” (com D. d'Aulignac, E.B. Pires, T. Mascarenhas, R. M. Natal Jorge), Computer Methods in Biomechanics and Biomedical Engineering, 8, pp. 339 – 347, 2005.
- “On the (in)stability of quasi-static paths of smooth systems: definitions and sufficient conditions” (com N. V. Rebrova, V.A. Sobolev), Mathematical Methods in the Applied Sciences, 29, pp. 741–750, 2006.
- “Arc-length method for frictional contact problems using mathematical programming with complementarity constraints” (com Y. Kanno), Journal of Optimization Theory and Applications, 131, pp. 89–113, 2006.
- “Three-dimensional quasi-static frictional contact by using a second-order cone linear complementarity problem” (com Y. Kanno, A. Pinto da Costa), International Journal of Numerical Methods in Engineering, 65, pp. 62–83, 2006.
- “A finite element model of skeletal muscles” (com M.P. M Pato, E.B. Pires), Virtual and Physical Prototyping, 1, pp. 159–170, 2006.
- “Finite element studies of the deformation of the pelvic floor” (com M.P. M Pato, E.B. Pires, R. M. N. Jorge, M. Parente, T. Mascarenhas), Annals of the New York Academy of Sciences, 1101, pp. 316–334, 2007.
- “On the stability of quasi-static paths for finite dimensional elastic-plastic systems with hardening” (com M.D.P. Monteiro Marques, A. Petrov), Z. Angew. Math. Mech., 84, pp. 303–313, 2007.
- “Convergence of solutions to kinetic variational inequality in the rate-independent quasi-static limit” (com A. Mielke, A. Petrov), J. Math. Anal. Appl., 348, pp. 1012–1020, 2008.
- “On the stability of elastic-plastic systems with hardening” (com M.D.P. Monteiro Marques, A. Petrov), J. Math. Anal. Appl., 343, pp. 1007–1021, 2008.
- “Deformation of the pelvic floor muscles during a vaginal delivery” (com M.P. L. Parente, R. M. N. Jorge, T. Mascarenhas, A.A. Fernandes), International Urogynecology Journal, 19, pp. 65–71, 2008.
- “The influence of an occipito-posterior malposition on the biomechanical behavior of the pelvic floor” (com M.P. L. Parente, R. M. N. Jorge, T. Mascarenhas, A.A. Fernandes), European Journal of Obstetrics & Gynecology and Reproductive Biology, 144, pp. S166-S169, 2009.
- “The influence of material properties on the biomechanical behavior of the pelvic floor muscles during vaginal delivery” (com M.P. L. Parente, R. M. N. Jorge, T. Mascarenhas, A.A. Fernandes), Journal of Biomechanics, 42, pp. 1301–1306, 2009.
- “Finite strain plasticity, the stress condition and a complete shell model” (com P. Areias, M.C. Ritto-Correa), Computational Mechanics, 45, pp. 189–209, 2010.
- “Assessing the '(in)stability of quasi-static paths'” (com F.M.F. Simões e A. Pinto da Costa), International Journal of Engineering Science, 55, pp. 18-34, 2012.